# Al-Muzzammil
Al-Muzzammil (Il Velato o L'Avvolto nel Mantello) è la settantatreesima Sura del Corano, una sura meccana composta da 20 versetti. Essa rivolge un appello al Profeta Muhammad e ai credenti di impegnarsi nella preghiera notturna e di prepararsi per la loro missione profetica.

## Contenuto

### L'Appello alla Preghiera Notturna
Versetti 1-2: Il Profeta Muhammad viene invitato a impegnarsi nella preghiera notturna, chiamata "Tahajjud", per prepararsi per la sua missione profetica.

### La Preparazione Spirituale
Versetti 3-4: Il Profeta viene esortato a dedicare una parte della notte alla preghiera, in modo da rafforzare il suo legame con Allah e prepararsi per il suo ruolo di guida per l'umanità.

### L'Avvertimento ai Miscredenti
Versetti 5-10: Viene ammonito il Profeta Muhammad e i credenti contro il peccato e l'ostinazione nell'errore. Si sottolinea l'importanza di adorare Allah con devozione e sincerità.

### La Pazienza e l'Attitudine Corretta
Versetti 11-20: Viene esortato il Profeta e i credenti a praticare la pazienza e a non essere impazienti nell'attesa della risposta alle loro preghiere. Si ricorda loro che Allah è ben conscio delle loro azioni e li guiderà verso la rettitudine.

## Analisi
La Sura Al-Muzzammil è importante perché offre un appello diretto al Profeta Muhammad e ai credenti di impegnarsi nella preghiera notturna e di prepararsi spiritualmente per la loro missione. Essa sottolinea l'importanza della pazienza, della sincerità nell'adorazione e della fiduciosa attesa della risposta di Allah. Inoltre, essa riafferma il ruolo del Profeta Muhammad come guida per l'umanità e lo esorta a dedicare tempo alla preghiera e alla riflessione spirituale. La sura è quindi significativa per la sua testimonianza della pratica spirituale e dell'atteggiamento corretto necessario per perseguire la via della rettitudine e del servizio a Dio.